# ASX-Dateien
Advanced Stream Redirecting (ASX) und Windows Media Audio Redirecting wurden entworfen, um WMV- oder WMA-Dateien im Windows Media Player flexibel zu kombinieren und wiederzugeben. Ähnlich wie mit SMIL können mit diesen Dateien Playlists generiert werden oder Werbeeinblendungen in die Wiedergabe eingebettet werden. ASX/WAX-Dateien sind textbasierte Sammlungen von angepassten XML-Tags, die jeweils auf bestimmte Funktionen des Windows Media Players zugreifen. Oft werden diese Dateien auch als Windows Media Metadateien bezeichnet.
Mittlerweile wird von Microsoft empfohlen, die Dateierweiterung .WVX anstelle von .ASX zu nutzen.
Eine mögliche Nutzung des von XML abgeleiteten Formats ASX besteht in der Generierung von Dateien, die auf Video- und Audio-Inhalte verweisen. ASX-Dateien enthalten die Adresse des abzuspielenden Inhalts und können als Anhang an E-Mails versandt werden oder auf die Festplatte gespeichert werden. Auch komplexere Funktionen können ähnlich wie in SMIL realisiert werden:
- Angabe von alternativen URLs, die bei Nichterreichbarkeit einer Adresse abgerufen werden
- Definition einer Playlist aus mehreren Clips zu einer Präsentation
- Einfügen von Werbeelementen, Bannern oder Logos in eine Präsentation
- Abspielen einer kurzen Vorschau vor der Hauptpräsentation
- Hinzufügen von beschreibenden Metainformationen zu den Inhalten

## ASX Version 1
Eingeführt wurden ASX-Dateien von Microsoft aus demselben Grund wie die RAM-Dateien von RealNetworks: Früher hatten viele Browser Probleme mit dem Erkennen der unterschiedlichen Dateitypen und Protokolle. Um der Gefahr vorzubeugen, dass Inhalte eventuell nicht heruntergeladen werden konnten, nutzte man ASX-Dateien, um Inhalte auf den Servern zu referenzieren. ASX Version 1 stellt genau diese Funktionalität bereit. ASX Version 1 wurde von Microsoft entwickelt. Es wurde 1999 als Teil der Windows Media-Technologie eingeführt. ASX sollte insbesondere die Verwaltung und das Streaming von Audio- und Video-Inhalten vereinfachen und wurde häufig in Verbindung mit dem Windows Media Player verwendet.

## ASX Version 3
ASX Version 3 als Teil der Windows Media Tools 4.0 wurde um folgende Features erweitert:
- Playlists
- Überschreiben der Metadaten einer referenzierten ASF-Datei: Die Angaben zu Titel, Autor, Copyright u. Ä. der ASF-Datei können von den entsprechenden Angaben in der ASX-Datei „überschrieben“ werden.
- Advertising: Anklickbare Werbebanner können zu bestimmten Zeitpunkten in den Media Player eingeblendet werden.
- Event Syntax: Methoden zum Umschalten zwischen einem Live-Broadcast und in einer Playlist definierten Mediadateien. Während der Livesendung können gesendete Skriptbefehle empfangen werden und die nahtlose Einblendung von Mediadateien in den Livestream veranlassen.

## Beispiel 1: Playlist
Hier eine einfache ASX-Datei, in der die grundsätzliche Syntax erkennbar ist. Es werden im Windows Media Player 2 Dateien hintereinander von einem Streaming-Server abgerufen.
```
<asx
 
version=
"3.0"
>

  
<title>
Test-Liste
</title>

  
<entry>

    
<title>
Lied
</title>

    
<author>
Artist
</author>

    
<ref
 
href=
"http://85.14.216.232:9000"
/>

  
</entry>

  
<entry>

    
<title>
NAME
 
OF
 
SONG
</title>

    
<author>
NAME
 
OF
 
ARTIST
</author>

    
<ref
 
href=
"THE URL OF THE MUSIC FILE"
/>

  
</entry>

</asx>

```

## Beispiel 2: Server or Protocol Rollover
ASX-Dateien können außerdem genutzt werden um auf Verbindungs- oder Server-Probleme zu reagieren. Wenn eine Adresse in einem <ref>-Element nicht wiedergegeben werden kann, dann versucht der Player automatisch auf eine oder mehrere alternative URL auszuweichen. Gründe für solche Verbindungs-Probleme sind typischerweise Firewalls, welche die Streaming-Protokolle MMS oder RTSP blockieren.
Im u. g. Beispiel würde die erste Datei nicht gefunden werden, und die Wiedergabe der zweiten URL von einer Firewall blockiert werden. Daher würde die dritte URL über HTTP wiedergegeben werden.
```
<asx>

  
<entry>

    
<ref
 
href=
"/media/notexistent.wmv"
/>

    
<ref
 
href=
"mms://www.streaming-media.info/media/wm9_bb.wmv"
/>

    
<ref
 
href=
"http://www.streaming-media.info/media/wm9_bb.wmv"
/>

  
</entry>

</asx>

```

## Beispiel 3: Metadaten überschreiben
Zudem können in der ASX-Datei Metadaten wie Autor, Titel, Copyright u. v. m. definiert werden. Diese Daten gelten entweder für die gesamte Playlist oder ein einzelnes <entry>-Element in der ASX-Datei. Im Windows Media Player werden diese Daten in der Fußzeile oder in den Dateieigenschaften angezeigt.
```
<asx
 
version=
"3.0"
>

  
<title>
„Sample
 
presentation“
</title>

  
<author>
„Tobias
 
Kuenkel“
</author>

  
<copyright>
„(c)2003
 
Tobias
 
Kuenkel“
</copyright>

  
<entry>

    
<title>
„Sample
 
clip
 
no
 
1“
</title>

    
<author>
„Peter
 
Meier“
</author>

    
<copyright>
„(c)2000
 
PM“
</copyright>

    
<ref
 
href=
"mms://server.de/pfad/datei1.wmv"
/>

  
</entry>

  
<entry>

    
<title>
„Sample
 
clip
 
no
 
2“
</title>

    
<author>
„Hans
 
Mueller“
</author>

    
<copyright>
„(c)2000
 
HM“
</copyright>

    
<ref
 
href=
"mms://server.de/pfad/datei2.wmv"
/>

  
</entry>

</asx>

```

## Beispiel 4: Werbeeinblendung
Dieses einfache Beispiel zeigt, wie in einem Livestream alle 20 Sekunden eine Werbeeinblendung erfolgt.
```
<asx
 
version=
"3.0"
>

  
<title>
„Sample
 
presentation“
</title>

  
<author>
„Tobias
 
Kuenkel“
</author>

  
<copyright>
„(c)2003
 
Tobias
 
Kuenkel“
</copyright>

  
<repeat>

    
<entry>

      
<title>
„researchchannel
 
live
 
(LAN)“
</title>

      
<author>
„researchchannel“
</author>

      
<copyright>
„©
 
2000
 
researchchannel“
</copyright>

      
<ref
 
href=
"mms://media-wm.cac.washington.edu/uwtv live (LAN)"
/>

      
<duration
 
value=
"0:20"
 
/>

    
</entry>

    
<entry>

      
<title>
„Advertisement“
</title>

      
<author>
„Hans
 
Mueller“
</author>

      
<copyright>
„(c)2000
 
HM“
</copyright>

      
<ref
 
href=
"http://www.server.de/pfad/wm_ad.wmv"
/>

    
</entry>

  
</repeat>

</asx>

```

## Herunterladen von ASX-Videostreams
Um ASX-Videostreams herunterzuladen und so auch offline verfügbar zu machen, gibt es verschiedene Softwarelösungen. Diese zeichnen den Videostream auf und stellen diesen dann in einer Videodatei zur Verfügung. Dadurch ist es unter anderem möglich, bei geringer Bandbreite einen Videostream zunächst herunterzuladen, um diesen dann später ruckelfrei anzusehen.